# Carla Anderson Hills
Carla Anderson Hills (Los Angeles, 3 gennaio 1934) è una politica statunitense, membro del gabinetto presidenziale di Gerald Ford, in cui ricoprì la carica di Segretario della Casa e dello Sviluppo Urbano e dell'amministrazione di George H. W. Bush, durante la quale fu la Rappresentante per il Commercio.

## Biografia
Nata a Los Angeles, la Anderson studiò a Stanford e a Yale.
In seguito lavorò nell'ambito legale e venne nominata assistente del Procuratore generale, finché nel 1975 il Presidente Gerald Ford la nominò Segretario della Casa e dello Sviluppo Urbano. Per questo ruolo la Anderson Hills ebbe così tanto rilievo da essere messa in copertina dal TIME come Persona dell'anno nel 1975 (quell'anno vennero scelte dodici donne americane esemplificative per il concetto di progresso femminile).
Alla scadenza del mandato di Ford nel 1977, la Anderson Hills lasciò il posto e tornò alla pratica legale ma nel 1989 il Presidente Bush la volle come Rappresentante per il Commercio; in queste vesti si impegnò nel far uscire gli Stati Uniti dal GATT.
Dopo la fine dei suoi incarichi governativi la Anderson Hills è entrata a far parte di vari consigli di amministrazione fra cui JPMorgan Chase e The Coca-Cola Company.
Nel 2007 venne nominata co-direttrice del Council on Foreign Relations insieme a Robert Rubin ed è rimasta in carica fino al 2017.